# Lemurs park
18° 57′ 09″ S, 47° 21′ 28″ E

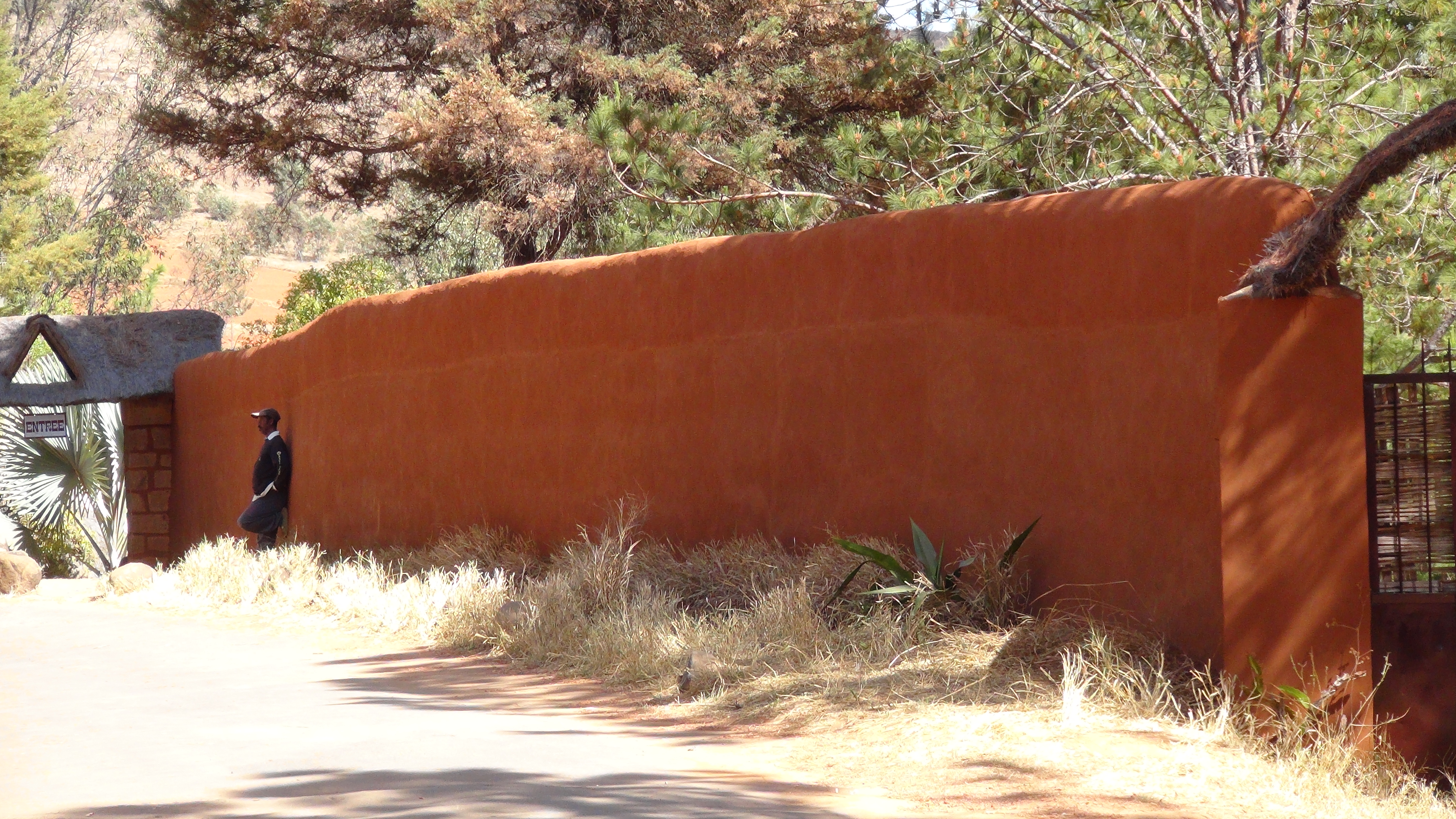
Entrée du parc

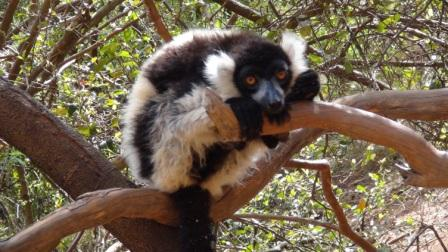
Lémurien de Madagascar

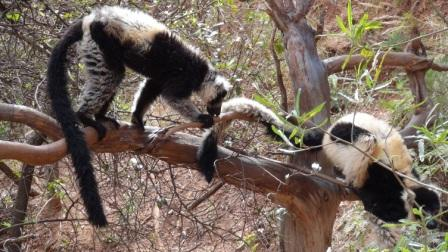
Lémurien de Madagascar

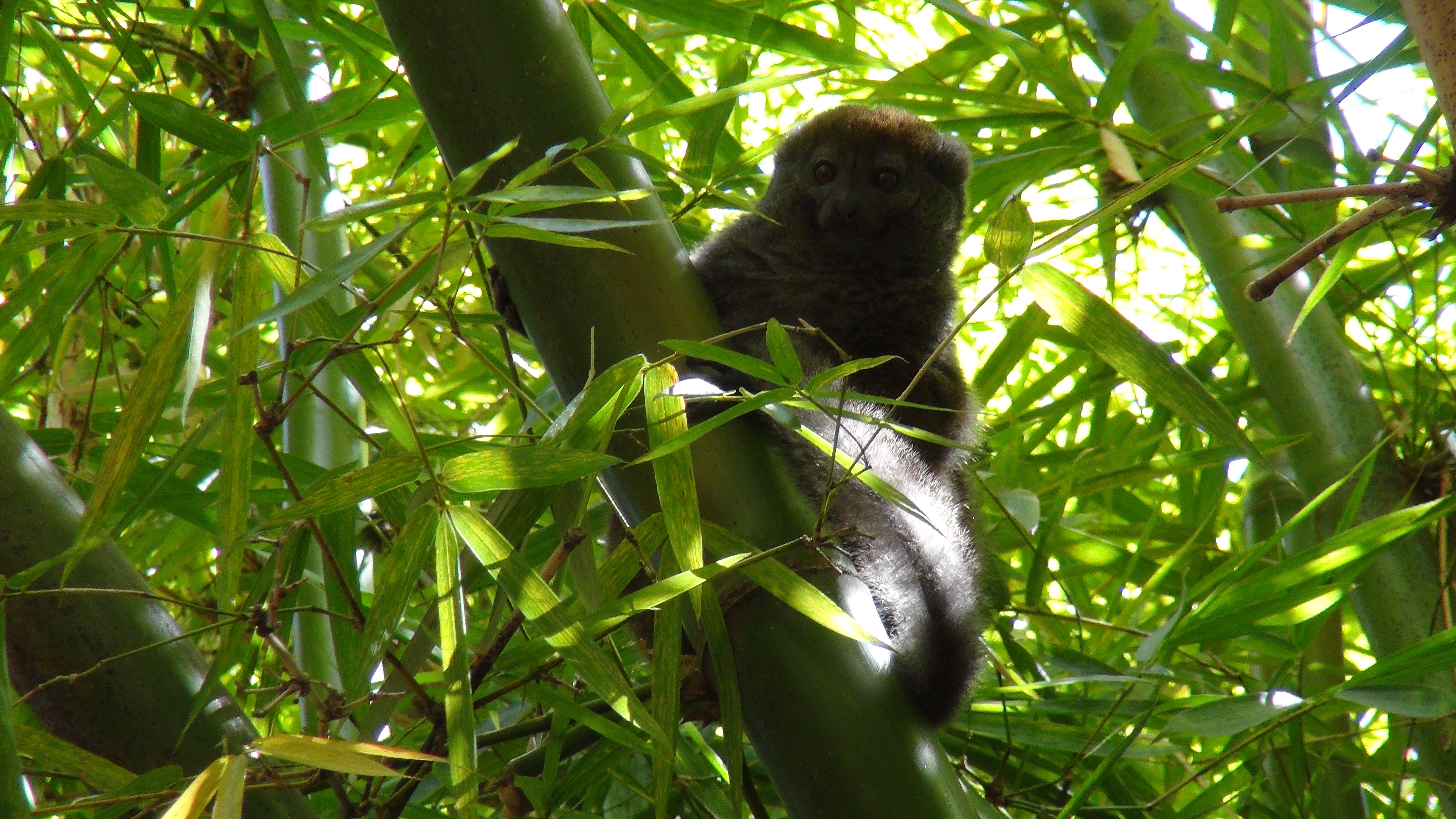
Lémurien de Madagascar

Lemurs' Park est un parc zoologique privé situé à 25 km d'Antananarivo à Madagascar. Créé en 2001 dans le but de vulgariser la découverte des différentes espèces de lémuriens qui existent à Madagascar, l'objectif à long terme est de les réintroduire dans leur milieu naturel.  

## Présentation
Le parc regroupe 9 espèces de lémuriens diurnes et nocturnes des différentes régions de Madagascar dans un environnement de 5 hectares arboré de plus de 70 espèces de plantes dont une quarantaine endémiques à Madagascar. Les lémuriens peuvent ainsi se nourrir de feuilles ou insectes, outre les fruits et légumes qui leur sont donnés en complément. 
Lemurs’ Park travaille en étroite collaboration avec le ministère malgache des eaux et forêts qui lui confie des lémuriens capturés dans les forêts tropicales ou qui font l'objet de maltraitances de la part des propriétaires. 
Le parc contribue aussi à la préservation et la conservation de la nature en reboisant régulièrement le domaine, principalement avec des espèces endémiques. Depuis la création du parc, 11.000 arbres ont ainsi été plantés.
Par ailleurs, le parc travaille en partenariat avec les entreprises Total Madagascar et Colas Madagascar afin de permettre aux élèves des écoles primaires publiques malgaches, issus de milieux défavorisés, de visiter le parc et ainsi sensibiliser les enfants à l’importance de la conservation des lémuriens en protégeant la forêt, leur lieu d’habitation naturelle. Dans le cadre de cette démarche d'éducation environnemental et de sensibilisation à l'environnement, le Parc, avec le soutien de ces 2 entreprises, a édité une bande dessinée mettant en scène de brèves histoires sur l’importance de la protection de la nature et du reboisement, les conséquences de la déforestation.